# Christof Koch
Christof Koch (né le 13 novembre 1956) est un neuroscientifique américain spécialisé dans les recherches touchant la conscience. Président et CSO (en) du Allen Institute for Brain Science (en) de Seattle, il a été professeur au California Institute of Technology (Caltech) de 1986 à 2013.

## Biographie
Koch est issu d'une famille allemande. Son père et son frère aîné Michael (de) sont diplomates. 
Éduqué dans des institutions religieuses au Maroc, il obtient un Ph.D. de la Société Max-Planck de Tübingen en 1982. Par la suite, il travaille quatre ans au laboratoire d'intelligence artificielle du Massachusetts Institute of Technology, puis, en 1986, il rejoint Caltech.

## Publications
- (en)Methods in Neuronal Modeling: From Ions to Networks, The MIT Press, (1998),  (ISBN 0-262-11231-0)
- (en)Biophysics of Computation: Information Processing in Single Neurons, Oxford Press, (1999),  (ISBN 0-19-518199-9)
- (en)The Quest for Consciousness: a Neurobiological Approach, Roberts and Co., (2004),  (ISBN 0-9747077-0-8)
- (en)Consciousness: Confessions of a Romantic Reductionist, The MIT Press, (2012),  (ISBN 978-0-262-01749-7)
- (en)In which I argue that consciousness is a fundamental property of complex things...: A BIT of Consciousness MIT Press BITS (10 January 2014) (English Edition - Kindle format) ASIN: B00I5ZB768

## Filmographie
- L'un des 5 chapitres du documentaire Cinq nouvelles du cerveau (Jean-Stéphane Bron, 2021) lui est consacré.